# جات

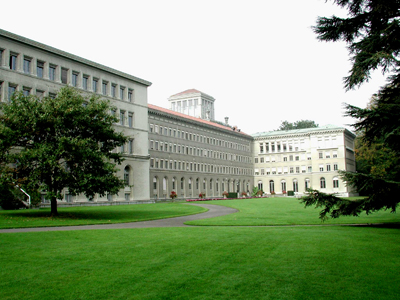

الجات GATT، هي اختصار عن اللغة الإنجليزية: (الاتفاقية العامة للتعريفة الجمركية والتجارة) وعقدت في تشرين الأول /أكتوبر 1947م، بين عدد من البلدان تستهدف التخفيف من قيود التجارة الدولية وبخاصة القيود الكمية مثل تحديد كمية السلعة المستوردة وهو
ما يعرف بنظام الحصص وقد تضمنت خفض الرسوم الجمركية على عدد من السلع.
وتشتمل هذه الأتفاقية على بعض أحكام ميثاق هافانا فأن الأمم المتحدة تساعد الدول الأعضاء في الأتفاقية على أدارتها ويرجع اسمها إلى الأحرف الأولى من اسمها بالأنجليزية.
تطورت لتصبح اليوم إلى ما يعرف بمنظمة التجارة العالمية WTO.
واتخذت مـن مدينة جنيف في سويسرا مقراً لها وهي اتفاقية غير ملزمة لأعضائها وهي اتفاقية للتجارة في السلع (السلع الصناعية)
و نجد أن أهداف اتفاقية الجات هي:
- العمل على تحرير التجارة الدولية.
- إزالة العوائق أمام التبادل التجاري بين الدول.
- حل المنازعات التجارية الدولية عن طريق المفاوضات.
- تهيئة المناخ الدولي والإعداد لإنشاء منظمة التجارة العالمية.
- كما تضمنت في طيتها فقرات ذات نبرة قانونية دولية، أهمها التعامل بالمثل فيما يخص نقل البضائع والحرص عليها من قبل الدول التي تمر من خلالها كما لو كانت بضاعتها، هذا وألزمت جميع دول الاتفاقية بمبدأ عدم التمييز بين بضاعة وأخرى، وحل المشاكل عن طريق ميثاق (جيت) الذي يربط الدول التي صادقت عليه.

نبدة
اتفاقية الغات
(General Agreement on Tariffs and Trade (Gatt))
الاتفاقية العامة للتعريفات الجمركية والتجارة,منظمة تابعة للأمم المتحدة تأسست عام 1948م بهدف تشجع التجارة الحرة بين الأمم عن طريق فرض تعرفة جمركية قليلة.وإلغاء نظام الحصص وكبح الدعم و الإعانات الحكومية.
وقد بدأت آخر جولة من المباحثات في أورغواي عام 1986م,بهدف وقف القيود المفروضة على تجارة المواد المصنعة و الزراعة و الأنسجة والخدمات وكان من المتوقع حسب الخطة أن تنتهي المحادثات عام 1990م ,ولكنها انتهت إلي طريق مسدود في ديسمبر عام 1990م بعد فشل المفاوضات في الوصول إلي اتفاق لتقليل دعم المزارع,ومع ذلك وافق مفاوض المجموعة الأوربية في نوفمبر 1992م على تخفيض مبرمج للمعونات الزراعية,ولكن لم يحظ بدعم الحكومة الفرنسية ,وقد احتج المزارعون في فرنسا والمجموعة الأوربية على إلغاء الدعم.

## جولات الجات
1947 في جنيف وشاركت بها 23 دولة.
1949 في انسي / فرنسا وشاركت بها 33 دولة.
1950- 1951 تورقواي / بريطانيا وشاركت بها 34 دولة.
1956 في جنيف وشاركت بها 22 دولة.
1960-1961 في ديلون وشاركت بها 45 دولة.
1964-1967 في كنيدي وشاركت بها 48 دولة.
1973-1979 في طوكيو وشاركت بها 99 دولة.
1986-1993 في أوروجواي نظمت بواسطة منظمة التجارة العالمية وشاركت بها 125 دولة.
2001 في الدوحة بقطر

## روابط خارجية
- جات على موقع الموسوعة البريطانية (الإنجليزية)
- جات على موقع الموسوعة البريطانية (الإنجليزية)